# Складки часу (фільм)
«Складки часу» (англ. A Wrinkle in Time) — американський науково-фентезійний фільм від режисера Ави Дюверней та сценариста Дженніфер Лі. Заснований на однойменному романі Мадлен Л'Енґл 1962 року. У фільмі знімаються Опра Вінфрі, Різ Візерспун, Mindy Kaling, Storm Reid, Зак Галіфіанакіс та Кріс Пайн. 
Прем'єра фільму в Україні відбулася 8 березня 2018 року, а у США — 9 березня.

## Сюжет
Вчений-фізик Алекс з дружиною Кейт ростять рідну доньку Мег і всиновленого Чарльза. Після виступу про можливість подорожей Всесвітом силою думки Алекс загадковим чином зникає. У школі з Мег глузують через її самовпевненість, а з Чарльза — через сліпу віру в правила.
Чарльз впускає до дому дивакувату жінку на ім'я Пані Щоце. Вона розповідає, що відкриття Алекса — тесеракт, існує. Незабаром хлопчик приводить Мег і її друга Кельвіна до покинутого будинку, де живе Пані Хто. Він говорить, що найближчим часом вона буде готовою для чогось великого. Мег, Алекс і Кельвін зустрічають Котру, Щоце і Хто — істот з космосу. Вони запевняють, що вчений не зник і дуже важливий, тож діти вирушають за ними крізь тесеракт — викривлений простір.
Вони опиняються на планеті, де квіти розповідають, що Алекс був там. Щоце перетворюється на літаючу істоту, верхи на котрій діти вирушають далі. Вони бачать темну субстанцію — зосередження негативної енергії Всесвіту. В пошуках Алекса діти зі своїми провідницями переносяться на планету до Провидця. Той навчає як силою думки продовжити подорож, але Мег не може опанувати думками. Пані Котра показує їй, що Темрява вже дісталася до Землі, сіючи гординю, заздрість, відчай та інші негативні емоції. Аби протистояти Темряві, потрібні воїни Світла, одним з яких є Алекс. Мег відчуває, що батька затягнуло на Камазоц — центр поширення Темряви. Там не діє тесеракт, тому Пані вирішують повернутися на Землю і обдумати план дій. Проте Мег бажання відшукати батька переносить усіх на Камазоц.
Планета Камазоц наповнена ілюзіями. Пані втрачають там силу та можуть тільки давати поради, тож діти мусять шукати Алекса самі. Мег з Кельвіном опиняються в лісі, де їх наздоганяє ураган. Дітям необхідно перетнути високий мур, Мег здогадується, що слід перебороти свій страх і стрибнути в ураган, який перекидає її з Кельвіном на інший бік. Там вони знаходять Чарльза, що приводить їх до гарного, проте безлюдного міста.
Незабаром діти бачать, що всі жителі міста живуть за суворим розкладом. Місцева жителька запрошує їх у гості, але Мег розуміє, що це обман і місто зникає. Натомість навколо з'являється пляж. Їх зустрічає балакун Червоний, що обіцяє привести до Алекса. Червоний пригощає дітей, Чарльз, однак, відчуває, що вся їжа насправді — пісок. Тоді Червоний гіпнотизує Чарльза і зникає з ним у натовпі. Коли Мег і Кельвін відшукують його, Чарльз глузує з них і переконує, що Алекс загинув. Мег, однак, не здається і зусиллям волі знаходить шлях до батька. Чарльз затягує Алекса, Мег і Кельвіна в глибини Камазоца. Він стверджує, що батько не любив дітей, тому за першої ж нагоди використав своє відкриття аби покинути дім. Алекс намагається перенести ослаблену доньку на Землю. Вона не хоче покидати брата, тому опиняється в центрі Темряви, де перебуває безформна істота Темний Розум. Чарльз пропонує приєднатися до всіх, хто піддався Темряві. Він спокушає сестру тим, що вона повернеться в тіло своєї успішної однокласниці замість бути невдахою. Мег відповідає на це, що все одно любить брата і це пробуджує в ньому любов до сестри, що звільняє від Темряви. Пані вітають їх з перемогою та доручають і надалі боронити Світло.
Мег з братом, батьком і Кельвіном опиняються вдома в той же час, коли вирушили у свої пригоди.

## Акторський склад
| Актор            | Роль                    |
| ---------------- | ----------------------- |
| Сторм Рейд       | Маргарет «Мег» Муррі    |
| Опра Вінфрі      | Пані Котра              |
| Різ Візерспун    | Пані Щоце               |
| Мінді Калінг     | Пані Хто                |
| Зак Галіфіанакіс | Пророк                  |
| Кріс Пайн        | Александр «Алекс» Муррі |
| Леві Міллер      | Кельвін О'Кіф           |
| Дерік МакКейб    | Чарльз Воллес Муррі     |
| Гугу Мбата-Роу   | Кейт Муррі              |
| Майкл Пенья      | Червоний                |
| Андре Голланд    | директор школи Дженкінс |

Белламі Янг, Ровен Бланчард, Девід Оєлово та  Віл МакКормак також з'являються  у фільмі.

## Музика
28 вересня 2017 року, Рамін Джаваді був призначений на посаду композитора для фільму, замінивши Джонні Грінвуда.

## Сприйняття
На агрегаторі «Rotten Tomatoes» «Складки часу» зібрали 43 % позитивних рецензій. Консенсус критиків був: «„Складки часу“ — візуально чудові, щирі та іноді досить зворушливі; на жаль, вони також надзвичайно згубно амбітні, і часто слабші, ніж сума своїх класичних частин». На «Metacritic» фільм отримав середню оцінку 53 бали зі 100.
Карін Джеймс для BBC писала, що хоча в фільмі є барвисті багаті спецефекти, вони працюють прямо протилежно до того, як повинні, а простота навпаки викликає емоції. «Куди б цей фільм не вкладав свій бюджет у 100 мільйонів доларів, ці гроші не помітні в його прісній постановці та спецефектах». Підкреслювалося, що в стрічці є сильні моменти, «Теми фільму про кохання, сім'ю та самоприйняття досить потужні, щоб резонувати глядачам. Але концепція та акторський склад не повинні бути найчарівнішими частинами фантастичного фільму, яким би чарівним його послання не було».
Алойзій Лоу з CNET відгукнувся, що фільм упускає частину сюжету книги, але головна проблема в тому, що Опра Вінфрі та Різ Візерспун «крадуть шоу», перетягуючи увагу на себе. Кульмінація описувалася як слабка, а загальне враження від стрічки: «Фільм має бути епічною пригодою, але натомість це схоже на поїздку на таксі кудись поміж красивими пейзажами».
Згідно з Венді Іде з «Ґардіан», «Завдяки центральному персонажу змішаної раси, Мег (Сторм Рейд), ця екранізація дитячої книжки є пробним каменем для цілої групи маленьких дівчаток, які не звикли бачити себе на екрані. І є важливий меседж: прийміть і поважайте себе — тільки тоді ви зможете перемогти сяйливі космічні щупальці зла». На жаль, між Мег і її потенційним хлопцем не відчувається емоційного зв'язку, йому перешкоджають спецефекти в стилі «Куди приводять мрії» та спроби наукових пояснень всього, що відбувається, котрі лишають тільки більше питань.
На думку Кевіна Магера з «Таймс», «Складки часу», попри всю критику, знакові як перший фільм темношкірої режисерки з бюджетом понад 100 мільйонів доларів.
Видання «Голлівудський репортер» за підсумками 2018 року включило «Складки часу» у свій антирейтинг найгірших фільмів (9 місце).